# Aranda (popolo)
Gli Aranda, anche menzionati come Arrernte, Arrarnta e Arunta, sono un gruppo di aborigeni australiani presente principalmente nella regione dell'Australia centrale (Red Centre), ovvero la parte meridionale del Territorio del Nord.

## Descrizione

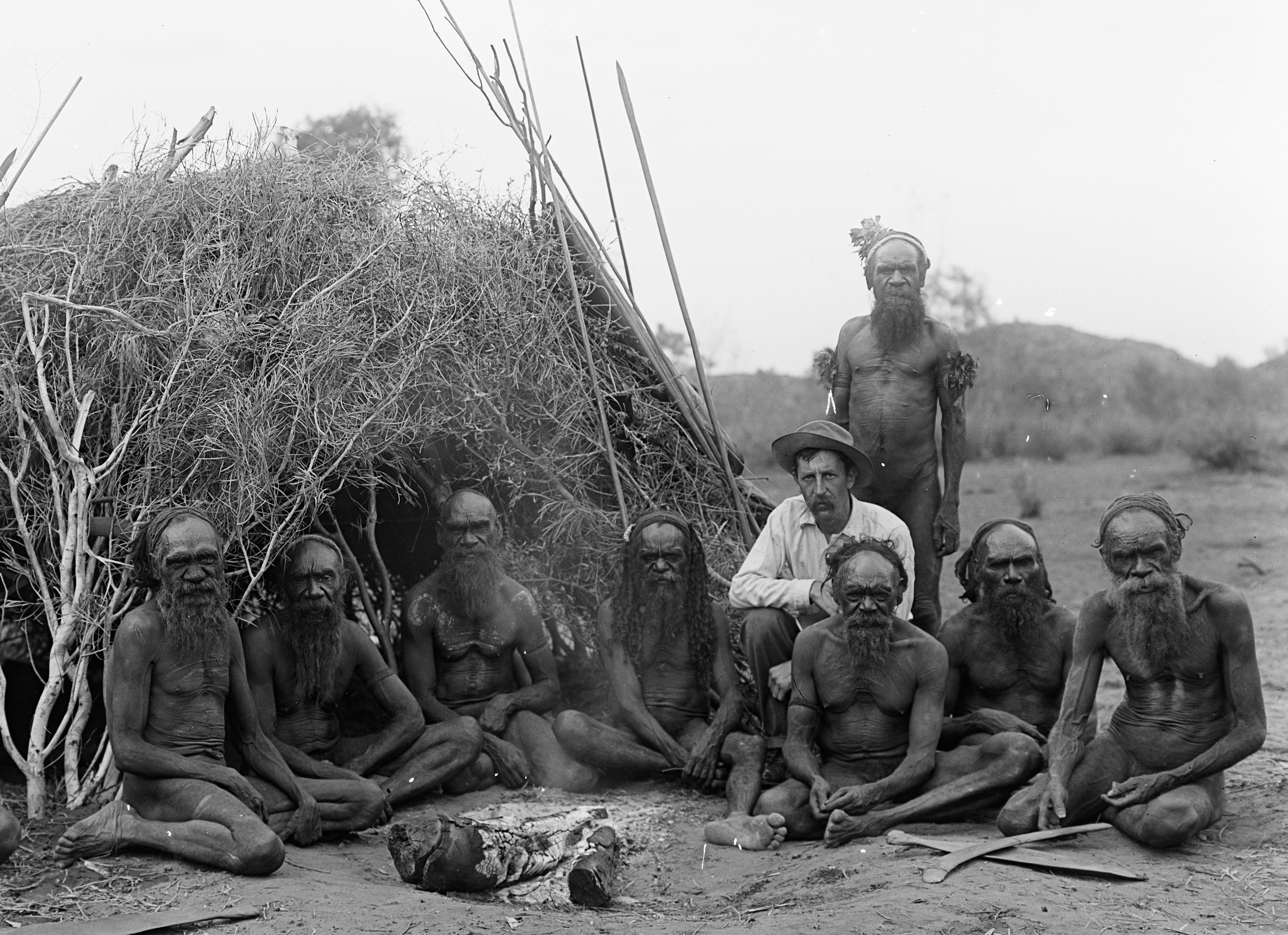
Walter Baldwin Spencer con anziani aranda nel 1896

Tradizionalmente dediti a caccia e raccolta, sono suddivisi in vari gruppi, che parlano una varietà di dialetti appartenenti alla lingua arrernte. La religione degli Aranda, ancora relativamente poco conosciuta e studiata, è incentrata sul concetto di Tempo del Sogno. Altro elemento centrale nella religione aranda è rappresentato dagli oggetti sacri noti con il nome di tjurunga.
L'artista di etnia aranda Albert Namatjira è considerato il primo esponente della cosiddetta arte aborigena moderna.
La cultura aranda è stata oggetto di studio da parte di vari antropologi e sociologi, in particolare Carl Friedrich Theodor Strehlow, Theodor George Henry Strehlow, Francis James Gillen, Walter Baldwin Spencer, Émile Durkheim e Claude Lévi-Strauss.